# Paracrocidura maxima
Paracrocidura maxima là một loài động vật có vú trong họ Chuột chù, bộ Soricomorpha. Loài này được Heim de Balsac mô tả năm 1959.